# Pase del desprecio
En tauromaquia, el pase del desprecio es una suerte que se realiza con la muleta.

## Concepto
El pase del desprecio suele interpretarse para abrochar una tanda, siendo muy frecuente cuando se trata de una por estatuarios. El diestro, retira por completo la muleta de la cara del toro, de manera tan templada como enérgica mientras mira al tendido o hunde la barbilla sobre el pecho.
El muletazo se inicia auxiliado con la espada para rematar únicamente con la muleta. El empuje del toro ve frenada su embestida con la cadencia de la muleta, el conjunto resulta muy plástico y llamativo, llegando con facilidad al público.
El cite se realiza de perfil, mostrando la muleta al toro que justo cuando pasa ve como el diestro deja caer la mano hasta llevar la muleta al muslo izquierdo, provocando una sensación de desprecio, de ahí su nombre. Al retirar la muleta, hay que dar un pequeño toque al engaño hacia afuera para dar salida al toro.
En México, el pase del desprecio está acuñado como “Desdén”, siendo lo mismo en su concepto y forma de ejecución y variando únicamente en la forma de nombrarlo. 

## Origen
El matador de toros mexicano Manuel Martínez Ancira fue el creador de esta suerte que muchos buscan similitud con su personalidad. En todo caso, una suerte que en sus manos detenía el tiempo y el espacio, según firman números críticos taurinos en sus crónicas.

## Intérpretes
Hablar de intérpretes de esta suerte a lo largo de la historia del toreo es hablar de su creador, el torero azteca Manolo Martínez. El diestro mexicano nacido en Monterrey un 10 de enero de 1946, está considerado como la principal figura del toreo en México de finales del siglo XX. Se retiró de los ruedos definitivamente el 4 de marzo de 1990. Martínez acostumbraba a rematar los trasteos de muleta con el pase del “desdén” como no podía ser de otra manera al ser idea suya.
Precisamente, el mexicano Joselito Adame, en su presentación en la Real Maestranza de Caballerías de Sevilla cortó una oreja en una crónica donde se resalta un monumental pase del desprecio que cerró unos ajustadísimos estatuarios.